# Mollet del Vallès
Mollet del Vallès (em catalão e oficialmente) ou simplesmente Mollet é um município da Espanha na comarca de Vallès Oriental, província de Barcelona, comunidade autónoma da Catalunha. Tem 10,8 km² de área e em 2021 tinha 51 151 habitantes (densidade: 4 736,2 hab./km²).

## Demografia
| Variação demográfica do município entre 1990 e 2006[carece de fontes?] | Variação demográfica do município entre 1990 e 2006[carece de fontes?] | Variação demográfica do município entre 1990 e 2006[carece de fontes?] | Variação demográfica do município entre 1990 e 2006[carece de fontes?] |
| ---------------------------------------------------------------------- | ---------------------------------------------------------------------- | ---------------------------------------------------------------------- | ---------------------------------------------------------------------- |
| 1990                                                                   | 1996                                                                   | 2000                                                                   | 2006                                                                   |
| 39.928                                                                 | 41.911                                                                 | 46.204                                                                 | 56456                                                                  |